# 卡门 (德国)
卡门（德語：Kamern，發音：[ˈkaːmɐn]）是德国萨克森-安哈尔特州施滕达尔县的市镇，面积67.83平方千米，2023年12月31日人口为1,182人。